# Budhia Singh
Pour les articles homonymes, voir Singh.
Budhia Singh, né en 2002 à Bhubaneswar, est un jeune coureur indien, devenu une célébrité mondiale grâce à ses capacités phénoménales. Surnommé « le Forrest Gump indien » ou « Marathon boy », il court quarante-huit marathons entre ses 4 ans et ses 5 ans,.

## Biographie
Singh est né en 2002 dans un bidonville de Bhubaneswar, de l'État d'Odisha, en Inde. Il bat en mai 2006 un record mondial, engagé sur une course de 70 km ; il en parcourt 65 en 7 heures sans s'abreuver, avant de s'effondrer en syncope, totalement exténué. S'opposant aux organisateurs de la course, une médecin militaire indienne sauve le garçon en le faisant hospitaliser. Le 6 juin 2007, il devait participer à une marche de 500 km entre Bhubaneswar et Calcutta, mais la marche ne se déroule finalement pas, les autorités de l'État d'Odisha l'ayant empêchée[réf. nécessaire].
Orphelin de père, il est vendu pour 800 roupies (15 $) par sa mère, puis recueilli par le propriétaire d'une école de judo, Biranchi Das. Celui-ci remarque ses exceptionnelles capacités d'endurance. Par la suite il l'adopte, tout en restant son entraîneur et « manager ». De nombreux médecins[Qui ?] jugent cet entraînement inadapté pour son âge et une maltraitance à l'enfant[réf. nécessaire]. On[Qui ?] reproche à l'entraîneur de l'utiliser pour des grands shows rémunérateurs[réf. nécessaire]. À la suite d'une plainte déposée par la mère biologique de Budhia, qui oblige son fils à mentir au sujet de son entraineur et d'éventuels faits de maltraitance, la police arrête Biranchi Das en 2007, et l'inculpe pour des faits de torture,. L'entraineur est par ailleurs accusé d'avoir détourné de l'argent au détriment du jeune sportif prodige[réf. nécessaire]. Mais la vérité n'éclate jamais puisque Biranchi Das est retrouvé assassiné en 2008. En plus de l'internat, Budhia bénéficie d'une bourse qui lui donne accès à l'une des écoles les plus prestigieuses de la région. Quant à la course, les services de protection de l'enfance ne l'autoriseront à recourir qu'à ses 16 ans.
Son record est démenti par son propre instructeur, montrant ainsi qu'il est impossible de courir de telles distances à un age aussi précoce[réf. nécessaire].
En 2014, il suit une scolarité en sport-études, dans une école avec internat.
En 2018, Patrick Sang lui propose de devenir son entraîneur. Il est alors âgé de 16 ans et vise les jeux olympiques de 2024.